# Occident (film)
Occident este un film românesc din 2002 regizat de Cristian Mungiu. Rolurile principale sunt interpretate de actorii Alexandru Papadopol (Luci, un tânăr de 29 de ani) și Anca Androne (Sorina, logodnica lui Luci). Filmul este o tragicomedie despre oameni care se mută în Occident.

## Segmente
- Luci și Sorina
- Mihaela și mama ei
- Nae Zigfrid și domnul colonel

## Distribuție
- Alexandru Papadopol — Lucian Timofte („Luci”), un inginer silvic de 29 de ani care a rămas șomer
- Dorel Vișan — col. Marian Vișoiu, șeful Secției 42 de Poliție, tatăl Mihaelei
- Tania Popa — Mihaela Vișoiu, agentă publicitară, poetă amatoare, colega de serviciu a lui Luci
- Coca Bloos — Geta Vișoiu, coafeză, mama Mihaelei
- Valeriu Andriuță — Nae Zigfrid, un tânăr fugit din România în perioada comunistă, proprietarul unei tipografii, prietenul din Germania al lui Nicu
- Anca-Ioana Androne — Sorina, educatoare, logodnica lui Luci (menționată Anca Androne)
- Tora Vasilescu — dna Julea, directoarea Grădiniței nr. 69, șefa Sorinei, amanta col. Vișoiu
- Eugenia Bosînceanu — Elena Ilie („tanti Leana”), mama lui Nicu, femeia care a avut grijă de Luci (menționată Eugenia Bosânceanu)
- Ioan Gyuri Pascu — Gică, fiul lui mam' mare, prietenul lui Luci, proprietarul unei vulcanizări
- Samuel Tastet — Jérôme, cetățeanul francez care-l transportă pe Luci la spital
- Julieta Strîmbeanu — mam' mare, mama lui Gică, vecina lui tanti Leana
- Michael Beck — Michel Van Horn, cetățeanul olandez care a venit la grădiniță ca să adopte un copil orfan
- Mihai Danu — plutonierul Gabriel, subofițerul de poliție subordonat col. Vișoiu
- Constantin Ghenescu — nea Jean, omul de serviciu al agenției de publicitate
- Doru Ana — directorul agenției matrimoniale
- Jerome Nikolongo — editorul italian Luigi care vrea să se căsătorească cu Mihaela
- Ion Chelaru — generalul, comandantul Poliției Municipiului București (menționat Ioan Chelaru)
- Florin Grigoraș — administratorul blocului în care au locuit Luci și Sorina
- Viorel Comănici — directorul agenției de publicitate
- Afrodita Androne — Elena, educatoare, colega Sorinei
- Mihai Calotă — Buză de Iepure, agentul de poliție stagiar
- Valeriu Pavel Dan — străinul chel care se întâlnește cu Mihaela
- Gabriel Spahiu — muzicianul spaniol mut care se întâlnește cu Mihaela
- Larry Fredy — străinul ochelarist care se întâlnește cu Mihaela
- Niculina Turcu — ofițera stării civile
- Alina Berzunțeanu — translatoarea lui Michel Van Horn
- Vitalie Bantîș — Vasile, fostul iubit al Mihaelei
- Alexandru Boghiu — Costel Denis Purcărea („Costeluș”), băiat orfan
- Nicușor Raportoru — Dănuț, băiatul brunet și sașiu care se scuipă cu Costeluș
- Floarea Popescu — țăranca venită la agenția matrimonială
- Sorin Zăbreanu — Nicu Ilie, fiul lui tanti Leana și prietenul lui Luci

## Primire
Filmul a fost vizionat de 53.353 de spectatori în cinematografele din România, după cum atestă o situație a numărului de spectatori înregistrat de filmele românești de la data premierei și până la data de 31 decembrie 2014 alcătuită de Centrul Național al Cinematografiei.